# Большой (фильм, 2017)
«Большо́й» — российский драматический фильм режиссёра Валерия Тодоровского. История восхождения молодой провинциальной девушки на сцену Большого театра благодаря своей наставнице. По мнению Маргариты Симоновой, исполнительницы роли Юлии Ольшанской, этот фильм — о том, чего больше всего боится танцовщик: о времени, поскольку в этой профессии оно летит очень быстро; она считает, что это один из немногих правдивых фильмов о балете, что этот фильм не основан на стереотипах и не повторяет расхожие штампы.
В России премьера состоялась 11 мая 2017 года.
Телевизионная премьера фильма состоялась 9 марта 2018 года на телеканале «Россия-1»

## Сюжет
Повествование фильма не хронологическое, в нем перемежаются несколько временных планов: детство героини до академии балета, первые годы героинь в академии, период подготовки к выпускному спектаклю восемь лет спустя, работа в Большом театре через некоторое время после выпуска. Здесь события изложены в хронологическом порядке.
Начало 2000-х годов. Подававший в молодости большие надежды, но затем спившийся бывший солист балета Потоцкий, ныне рабочий на заводе, замечает на улице провинциального Шахтинска танцующую девочку Юлю, которая работает в воровском тандеме: пока она отвлекает внимание публики, мальчик-карманник обирает зевак. Ее задерживают. Юля имеет не один привод в милицию, но Потоцкий понимает, что она наделена выдающимися природными данными для балета. Он дает взятку милиции и берёт Юлю на поруки, с согласия её родителей показывает ей азы классического танца, а затем едет с ней в Москву и приводит к своему бывшему педагогу, знаменитой советской балерине Белецкой, преподающей в балетной академии. Обладающую независимым характером и чересчур непосредственными манерами Юлю со скрипом, но принимают в академию к негодованию руководителя Людмилы Унтиловой. Белецкая же напротив проникается симпатией к дерзости девочки. Юля знакомится с Кариной, полностью погружённой в балет девочкой из обеспеченной московской семьи. Карина и Юля становятся подругами и соседками по комнате, а со временем лучшими на курсе студентками. Их обеих рассматривают как готовящихся новых прим балета, но конкуренция не вредит дружбе, они по-прежнему делятся сокровенным и помогают друг другу. Во время учёбы Юля также сближается с Белецкой – та, узнав, что Юля не имеет никакой помощи от семьи, предлагает подрабатывать уборкой в ее квартире, больше похожей на музей. Лишенная семьи Белецкая находит в Юле надежду на продолжение её искусства и в знак преемственности дарит ей свои серьги с бриллиантами и просит никому их не показывать и не продавать, а надеть, когда Юля будет танцевать в Большом Одетту в «Лебедином озере». Юля примеряет серьги и мечтает танцевать Одетту с самым известным на тот момент балетным танцовщиком мира — Антуаном Дювалем.
Белецкая страдает серьёзными провалами в памяти (вероятно, признаки деменции), Юля посвящена в эту тайну и обещает Галине Михайловне не выдавать ее, ведь иначе преподавателя на грани старческого слабоумия могут уволить. Вскоре Белецкая забывает, что подарила серьги Юле, и объявляет о пропаже в академии. В результате обыска серьги находят у Юли, однако та даже под страхом отчисления за кражу не выдаёт тайну Белецкой. После того как Галина Михайловна вспоминает о подарке, она просит прощения у оскорблённой Юли. Ситуация улаживается за кадром.
Приближается выпуск. Курс должен представить балет «Спящая красавица» на сцене Большого театра. Руководитель академии Людмила Сергеевна хочет видеть в главной роли Авроры «стабильную» Карину, однако выпускающий педагог Белецкая настаивает на том, чтобы эту роль отдали Юле, менее стабильной, но более одарённой. Тем временем мать Карины, все эти годы внимательно наблюдающая за учёбой дочери, предлагает Юле крупную сумму за то, чтобы она отказалась от роли Авроры. В шоке от такого предложения, Юля стремительно уезжает с дачи Карининых родителей на электричке. Там она знакомится с простым парнем Кириллом и остаётся у него на ночь, радуясь в итоге, что лишилась девственности естественным путем, а не травматическим, связанным с растяжками, что не редкость среди балерин. На генеральный прогон она опаздывает, и Людмила Сергеевна пользуется этим, чтобы отлучить Юлю от главной роли. Однако Белецкая прибегает к поддержке своего давнего любовника, занимающего высокий пост в Кремле. В итоге на роль утверждают Юлю, что вызывает гнев Людмилы Сергеевны. Но она обещает Белецкой не поднимать скандала, если Галина Михайловна после выпуска этого курса напишет заявление об уходе из академии, и та соглашается.
Перед выпуском Юля едет домой в Шахтинск, в первый раз за много лет учёбы в академии. Она посещает могилу отца, привозит подарки младшим братьям и сталкивается с ужасной бедностью семьи. Её мать работает домработницей у состоятельных людей (которые вполне уважительно к ней относятся) и часто приносит домой еду, недоеденную хозяевами. На упрёки Юли, что мать кормит семью объедками, та обвиняет Юлю, что та думает только о балете и в Москве вообще не интересуется тем, как живёт её семья.
Вернувшись в Москву, Юля готовится к выпускному, однако за несколько часов до спектакля говорит Карине, что не будет танцевать. Карина выходит на сцену в партии Авроры. Становится ясно, что Юля всё-таки взяла у матери Карины деньги, чтобы отправить их в Шахтинск матери и братьям (при этом прекрасно осознавая, что своим решением, она предает Белецкую — единственного, по сути, человека, который верил в неё). Пока Карина танцует с заслуженным успехом, Юля, чтобы доказать себе свои возможности, но одновременно понимая, что это может стать самоубийством, идёт на крышу в центре Москвы и с разбега совершает балетный прыжок через улицу на крышу соседнего дома, повторяя эпизод из биографии Белецкой, который в академии считается легендарным, но многими ставится под сомнение как физически невозможный.
Утром после выпуска в репетиционном зале академии Унтилова находит умершую от потрясения Белецкую.
После выпуска проходит несколько лет — Карина становится солисткой Большого, Юля танцует в кордебалете (балетной массовке). Они по-прежнему дружат, Карина всячески поддерживает Юлю, берёт на пресс-конференции и «подкидывает» редкие сольные партии. Юле хватает денег на съём квартиры в Москве и помощь семье. Она частенько проводит вечера за бокалом вина, встречается с разными парнями (об этом известно только из ремарки костюмера Тани, которая сама вынужденно ушла из балета из-за пышных форм). К своей карьере Юля кажется безучастной.
Для постановки «Лебединого озера» Большой приглашает знаменитого танцовщика Антуана Дюваля, завершающего карьеру. После пресс-конференции Дюваль заходит на сцену Большого, где обнаруживает Юлю с бутылкой коньяка, и они вечером бродят по Москве, разговаривая и по очереди прикладываясь к бутылке. Дюваль жалуется на жизнь и страшится приближающейся старости. Неизвестно, провели ли они ночь вместе, но позже об этом ходят слухи. Так или иначе, на следующий день во время балетного класса Дюваль ведет себя с Юлей показательно надменно и упрекает её в том, что та присутствует на классе с похмелья. Тем не менее, при приближении премьеры Юлю ставят в дублирующий состав на роль Одетты. Карина, раздосадованная этим решением, обвиняет Юлю в том, что та переспала с Дювалем ради роли, и что именно она, Карина, всегда была лучшей и танцевала на выпускном спектакле Аврору. Юля раскрывает Карине, что та танцевала, потому что Юле заплатила мать Карины, и что она повторила прыжок Белецкой.
Накануне премьеры Карина исчезает так же, как когда-то Юля перед выпускным. Дюваль настаивает, что танцевать должна Юля, хотя та не ожидала такого развития событий и настроена отказаться. Костюмер Таня убеждает её, что Карина вернула Юле её шанс, и что это не означает, что дальше карьера пойдёт в гору: возможно, придётся вернуться в кордебалет и опять начать всё с начала. Сказка не ждет и Карину, ведь Дюваль, который ей так же нравится, вскоре уедет в Америку к жене и детям. Юля готовится к выходу на сцену и вспоминает, как во время первого посещения Большого она, отбившись от педагогов, прокралась за кулисы и, увидев Дюваля, прикоснулась к нему как к мечте. Сам Дюваль перед третьим звонком заходит в гримуборную к Юле и просит её найти в своём сердце то, ради чего она должна танцевать, иначе на сцену выходить невозможно. Сам Дюваль много лет танцует ради маленькой девочки, которую больше 10 лет назад встретил за кулисами, когда в первый раз как гастролёр выходил на сцену Большого театра. Эта девочка, взявшаяся будто из ниоткуда, прикоснулась пальцем к спине Дюваля, словно проверяя, реальный он или нет, — и на много лет оставила в сердце танцовщика свой образ. Он не знает, что это и была Юля. Надев в память о Белецкой подаренные серьги, тем самым показав, ради кого она танцует, Юля выходит на сцену Большого в роли Одетты.

## В ролях
- Алиса Фрейндлих[3] — Галина Михайловна Белецкая
- Валентина Теличкина — Людмила Сергеевна Унтилова
- Александр Домогаров — Владимир Иванович Потоцкий
- Николя Ле Риш — Антуан Дюваль
- Маргарита Симонова — Юлия Ольшанская
- Екатерина Самуйлина — Юлия Ольшанская в детстве
- Анна Исаева — Карина Курникова
- Анастасия Плотникова — Карина Курникова в детстве
- Анастасия Прокофьева — Татьяна Ефремова
- Анна Тарасенко — Татьяна Ефремова в детстве
- Андрей Сорокин[4] — Дмитрий Анциферов
- Егор Туров — Митя Анциферов в детстве
- Анастасия Федорова — Елена Красноруцкая
- Мария Асабина — Елена Красноруцкая в детстве
- Азиза Кондыбаева — Азиза
- Мария Арабова — Азиза в детстве
- Яна Сексте — Светка
- Юлия Свежакова — мама Юлии Ольшанской
- Николай Качура — папа Юлии Ольшанской
- Николай Романовский — Иван, брат Юлии Ольшанской
- Елена Праздникова — концертмейстер Жанна Георгиевна
- Игорь Захаркин — Амирханов Рузат Наримович
- Елена Чарквиани — врач Тамара Михайловна
- Павел Пархоменко — Кирилл
- Сергей Волобуев — папа Карины Курниковой
- Ирина Савицкова — Вера Курникова, мама Карины Курниковой

## Съёмки
Это первый полнометражный фильм Тодоровского за последние 8 лет. «Стиляги» вышли в 2008 году. Кастинг на роли в картине проводился не только по всей России, но также и за границей.
Съёмки фильма проходили в Минске (Беларусь), Кировске (Мурманская область) и Москве — на исторической сцене Большого театра.
Танцы для фильма «Большой» поставил Олег Глушков, который сотрудничал с Тодоровским на съёмках «Стиляг» и «Оттепели». На съёмочной площадке были задействованы более 70 профессиональных артистов балета, было использовано свыше 500 костюмов. Одну из ролей в картине исполнил французский артист балета, хореограф Николя Ле Риш.

## Кассовые сборы
Картина собрала 234 млн руб. при заявленном бюджете в 370 млн руб..

## Съёмочная группа
- Режиссёр-постановщик — Валерий Тодоровский
- Автор сценария — Анастасия Пальчикова по мотивам синопсиса Ильи Тилькина, Валерия Тодоровского
- Продюсеры — Валерий Тодоровский, Антон Златопольский
- Оператор-постановщик — Сергей Михальчук
- Художник-постановщик — Владимир Гудилин
- Художник по костюмам — Александр Осипов
- Художники по гриму — Ирина Ульянова, Оксана Деревянко
- Композиторы — Анна Друбич, Павел Карманов
- Звукорежиссер — Сергей Чупров

## Награды
- 2017 — Гран-при на XIV благотворительном кинофестивале «Лучезарный ангел» в Москве